# 云岩寺 (江油)
31°54′41″N 104°48′29″E / 31.91139°N 104.80806°E

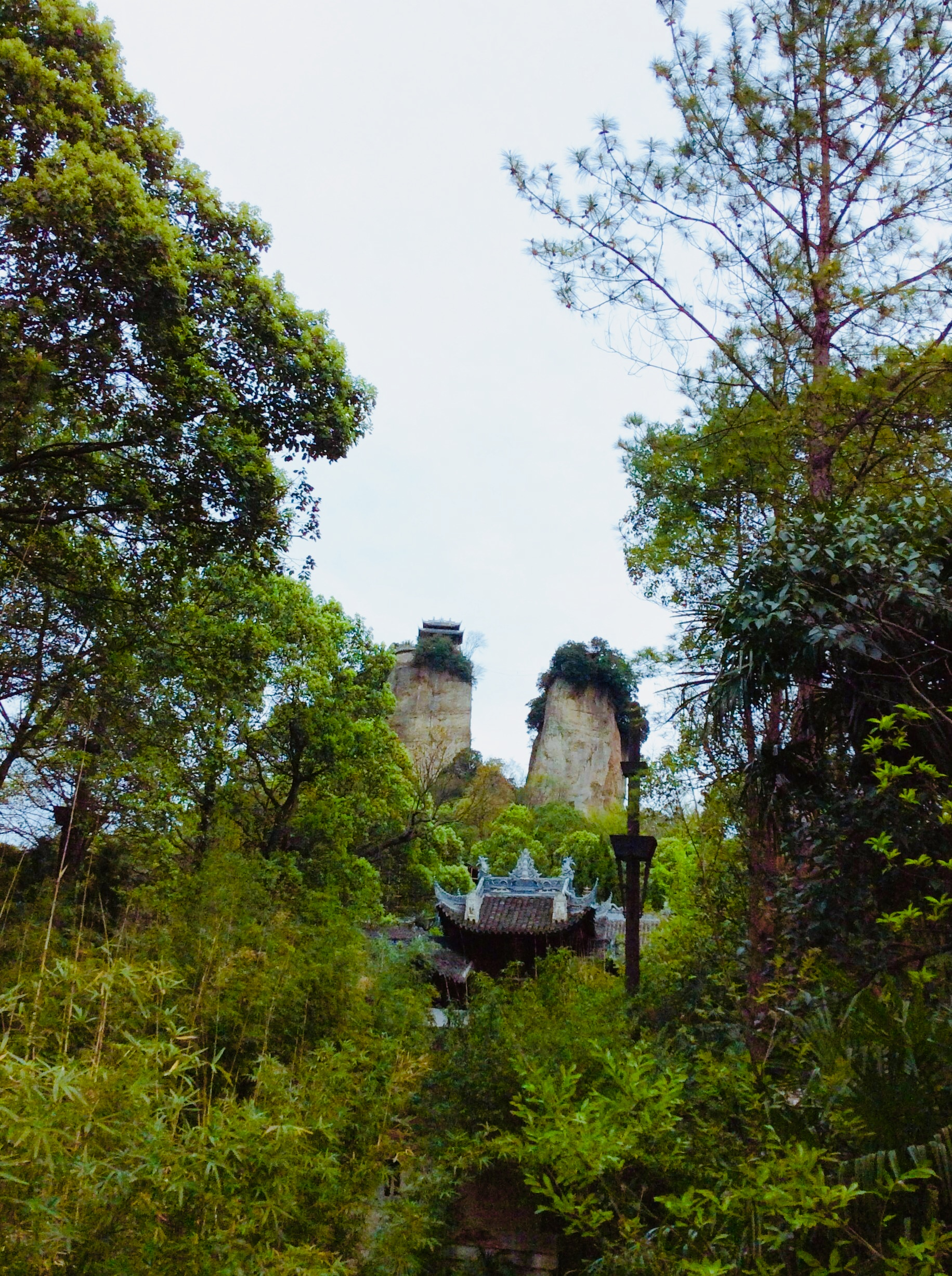

云岩寺位于四川省江油市武都镇窦圌山上，1988年1月13日列為第三批全國重點文物保護單位。
云岩寺始建于唐，明末大部被毁，清雍正二年重修。从山门沿中轴线有文武殿、天王殿、大雄殿、观音殿等建筑，东西两侧有般若堂、法堂、飞天藏、娘娘殿等建筑，山顶双峰有东岳殿、玉皇殿、窦真殿、鲁班殿等建筑。云岩寺飞天藏殿及殿中轉輪經藏建于南宋淳熙八年（1181年）。飞天藏殿是四川省现存最古老的木构建筑，也是中国西南地区仅存的宋代木构建筑，面阔17米，进深19米，通高16.9米，重檐歇山顶。
2008年汶川大地震中，云岩寺位于窦圌山顶的东岳殿、窦真殿、鲁班殿垮塌，后原址重建。
2019年1月6日，云岩寺东岳殿发生火灾，过火面积120平方米，东岳殿主体建筑被烧毁。